# Société littéraire du Maine
 (mai 2022).
Si vous disposez d'ouvrages ou d'articles de référence ou si vous connaissez des sites web de qualité traitant du thème abordé ici, merci de compléter l'article en donnant les références utiles à sa vérifiabilité et en les liant à la section « Notes et références ».
La Société littéraire du Maine, créée en 1930 au Mans, à l'initiative de la poétesse classique Jeanne Blin-Lefebvre, par un groupe de poètes et littérateurs sarthois, et déclarée, en 1932, en association régie par la loi de 1901, s'était donnée pour objectif d'encourager et de regrouper les auteurs du Maine écrivant en prose comme en vers.

## Buts poursuivis
La Société littéraire du Maine a poursuivi ses activités pendant 55 ans, jusqu'en 1987. Elle apportait aide et conseil aux écrivains et poètes de style classique. Elle leur fournissait une aide à la publication, par les éditions de la Société littéraire du Maine. Elle organisait des réunions mensuelles, au cours desquelles étaient données des conférences et des lectures d'œuvres poétiques ou en prose.

## Histoire
La Société littéraire a connu trois présidents successifs :
- Guillaume de Gayffier, de 1932 à 1934 ;
- Jeanne Blin-Lefebvre, de 1934 à 1980 ;
- Philippe Bouton, de 1980 à 1987.

Le manque de renouvellement de poètes classiques dans la Sarthe a entraîné la cessation des activités de l'association, en 1987.